# Chironomus chiron
Chironomus chiron är en tvåvingeart som först beskrevs av Alexander Henry Haliday 1856.  Chironomus chiron ingår i släktet Chironomus och familjen fjädermyggor.
Artens utbredningsområde är Irland. Inga underarter finns listade i Catalogue of Life.